# Paróquia Matriz Santo Antônio de Pádua
A Paróquia Matriz Santo Antônio de Pádua ou Igreja de Santo Antônio de Pádua está localizada na Avenida Sallum dentro da Praça Padre Roque Pinto de Barros, no bairro da Bela Vista no distrito da Bela Vista São-carlense, no município de São Carlos. Consta da lista do patrimônio histórico publicada em 2021 pela Fundação Pró-Memória de São Carlos (FPMSC).

## História
A Paróquia de Santo Antônio de Pádua, foi criada em 1943, para que a região, formada principalmente por operários e ferroviários, tivesse também a sua igreja matriz. Foi a primeira paróquia a ser desmembrada da catedral e o padroeiro escolhido foi Santo Antônio de Pádua.
Antes de 1943, segundo depoimento de fiéis, as missas e orações aconteciam em um salão localizado no cruzamento da Rua Larga com a Travessa Quatro, onde atualmente funciona a creche Aracy Pereira Lopes.
A pedra fundamental da igreja foi lançada em 1943, pelo bispo Gastão Liberal Pinto (1884-1945), recebendo as primeiras celebrações em 1949. O templo foi construído em terreno doado, na década de 1940, pelos industriais Saba e Nicolau Sallum e projetado por Durval Duarte (1907-1973), engenheiro da Companhia Paulista de Estradas de Ferro, em estilo arquitetônico Eclético. A obra foi inaugurada em 1949, com paredes nuas, teto por terminar e torre pela metade.
| “                                | A configuração original da praça previa amplos espaços livres ao redor da igreja que se destinavam ao uso coletivo e a integração das áreas habitacionais com as áreas comerciais e de serviços. […] Outras edificações foram construídas ao redor da igreja e o espaço público da praça da igreja, tão significativo nas cidadesdo interior do Brasil, que possui o caráter simbólico de transição entre sagrado e profano […] | ” |
| — Masiero & Wakamatu 2018, p. 19 | |   |

O projeto inicial previa a construção de duas torres e a instalação de três sinos, mas por conta da dificuldade financeira a igreja ficou apenas com uma torre e dois sinos (tom de Mi de 100 kg e Dó de 223 kg), faltando o outro em tom Sol de 500 kg. O relógio, produzido pela fábrica de Relógios Michelini em 1910, foi doado pelo bispo Ruy Serra à paróquia em 1955, pois não seria mais usado na nova edificação da Catedral de São Carlos. No alto da torre, uma cruz luminosa completa o conjunto.
Em 1962, prosseguem as obras de acabamento do templo. O altar-mor foi projetado pelo artista austríaco Karl Hartwig Unterberg, que foi também o pintor e decorador, sendo que em 1963 foram encerrados os trabalhos artísticos de pintura interna. Em 1998, o local precisou passar por uma reforma estrutural porque o alicerce cedeu e gerou rachaduras nas paredes, dentre outros problemas. Esse abalo prejudicou os afrescos pintados nas paredes e teto da igreja.
Em 2010, graças aos esforços do padre Márcio em conclamar os fieis para ajudar, começou a reforma das pinturas, contando também com a parceria da Prefeitura. Uma equipe de São Paulo com seis restauradores está resgatando as pinturas originais. As telas dos lados direito e esquerdo e do presbitério ficaram prontas, assim como a capela do Santíssimo Sacramento, inaugurada no final de 2011. Resta agora angariar recursos para terminar as duas telas restantes. Padre Márcio conta que azulejos originais de Unterberger foram encontrados guardados e agora foram incorporados próximo ao altar lateral. os vitrais, que já foram encomendados, chegarem para terminarmos o restauro. Novo equipamento de som também foi trocado. Também será feita uma iluminação mais moderna nas partes interna e externa da igreja.
Atualmente, o estado de conservação da edificação é bom e encontra-se bem preservada (condição de preservação).

## Ecletismo em São Carlos
O ecletismo chegou à cidade de São Carlos por conta da riqueza advinda do período cafeeiro e pela construção da ferrovia, a partir de 1884. Foi um período de expansão urbana do município. Além disso, grande número de trabalhadores imigrantes traziam consigo conhecimento de métodos construtivos europeus, que foram sendo incorporados às práticas construtivas locais. Construções em estilo Eclético eram símbolo de status social.

## Tombamento
Entre 2002 e 2003, a Fundação Pró-Memória de São Carlos (FPMSC), órgão da prefeitura, fez um primeiro levantamento (não publicado) dos "imóveis de interesse histórico" (IDIH) da cidade de São Carlos, abrangendo cerca de 160 quarteirões, tendo sido analisados mais de 3 mil imóveis. Destes, 1 410 possuíam arquitetura original do final do século XIX. Entre estes, 150 conservavam suas características originais, 479 tinham alterações significativas, e 817 estavam bastante descaracterizados. O nome das categorias das edificações constantes na lista alterou-se ao longo dos anos.
A edificação de que trata este verbete consta como "Edifício tombado" (categoria 1) no inventário de bens patrimoniais do município de São Carlos, publicado em 2021 pela Fundação Pró-Memória de São Carlos (FPMSC), órgão público municipal responsável por "preservar e difundir o patrimônio histórico e cultural do Município de São Carlos". A referida designação de patrimônio foi publicada no Diário Oficial do Município de São Carlos nº 1722, de 09 de março de 2021, nas páginas 10 e 11. De modo que consta da poligonal histórica delimitada pela referida Fundação, que "compreende a malha urbana de São Carlos da década de 40". A poligonal é apresentada em mapa publicado em seu site, onde há a indicação de bens em processo de tombamento ou já tombados pelo Condephaat (órgão estadual), bens tombados na esfera municipal e imóveis protegidos pela municipalidade (FPMSC).
| “ | Categoria 1: são edificações tombadas em quaisquer níveis (municipal, estadual ou federal) e inscritas no Inventário de Bens Patrimoniais do Município, sendo proibida a demolição e permitidas ou não reformas, desde que seguidas as orientações específicas do processo de tombamento e da aprovação do projeto pela Prefeitura Municipal, pela entidade e conselho municipal de defesa do patrimônio, e demais órgãos competentes, federais, estaduais e/ou municipais. | ” |
|   | |   |

A Igreja Paróquia Santo Antônio de Pádua, na Bela Vista e Vila Prado, tornou-se o primeiro patrimônio histórico-cultural de São Carlos. A igreja teve seu tombamento aprovado pelo COMDEPHAA. O anúncio foi feito pelo prefeito Oswaldo Barba durante a missa de sábado dia 13 de junho de 2009, junto às comemorações do santo padroeiro da paróquia, que entre outras atividades contou com o tradicional bolo de Santo Antônio com 158 metros de comprimento.
Para aprovar o tombamento, o COMDEPHAA/SC levou em consideração, entre outros pontos, o valor simbólico da igreja para a comunidade da Vila Prado, os valores artísticos e arquitetônicos do prédio e a pintura interna.
“Foram tombados a fachada, por conservar características originais; as pinturas, pelo valor artístico e histórico; e a volumetria do edifício, para conservar os contornos atuais”, conforme informação da diretora presidente da Fundação Pró-Memória, Ana Lúcia Cerávolo. De acordo com o prefeito, com o tombamento a Prefeitura pode auxiliar a igreja a buscar recursos para restaurar, principalmente, as pinturas internas. Iremos elaborar um projeto para buscar recursos via Lei Rouanet, ressalta o prefeito.
Por ser um patrimônio histórico-cultural do município, a Prefeitura pode destinar recursos para restauração. Durante o anúncio do tombamento, o prefeito anunciou a liberação de R$ 20 mil para auxiliar na restauração. Ela lembra ainda que serão elaborados pela Fundação Pró-Memória uma campanha de doação de recursos e uma exposição sobre a igreja e sua inserção na vida da comunidade. “Para essa exposição precisamos de material das famílias, quem tiver fotos e documentos pode nos procurar”, explica.
“Agora, a igreja Santo Antônio, além de uma referência para a comunidade da Bela Vista e Vila Prado, é um patrimônio histórico-cultural de São Carlos”, enfatiza o prefeito sobre a importância do novo título que a igreja recebeu. Para o padre Márcio André Massola Gaido, pároco da igreja, o tombamento foi um passo importante para melhorar as condições de conservação da igreja. No entanto, ele enfatizou a importância da comunidade continuar auxiliando nas campanhas da paróquia que, segundo ele, fará diversos eventos ao longo do ano.